# Fox Plaza
Fox Plaza — 150-метровый небоскрёб (35 этажей) в Лос-Анджелесе, Калифорния. Строительство завершено в 1987 году, архитектурный проект здания был разработан Скоттом Джонсоном, Биллом Файном и Уильямом Перейрой. Владельцем небоскрёба является The Irvine Company (англ.).
Бывший президент США Рональд Рейган в течение нескольких лет после отставки арендовал офис на 34-м этаже. Теперь 34-й этаж занимает штаб-квартира кинокомпании 20th Century Studios.
Является 24-м по высоте зданием Лос-Анджелеса и 47-м по высоте зданием Калифорнии.

## В фильмах
В небоскрёбе происходили съёмки фильма «Крепкий орешек» (в котором он фигурирует как «Nakatomi Plaza»), а также «Скорость», «Пустоголовые» и «Бойцовский клуб».